# Novelas españolas contemporáneas

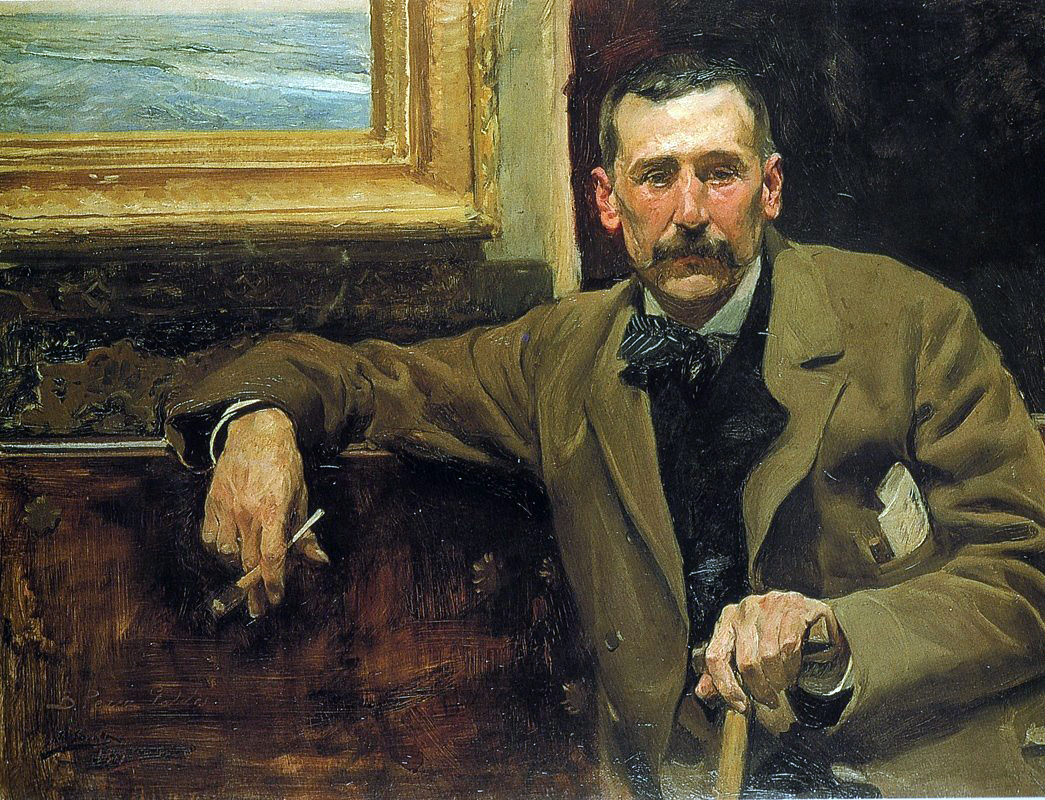
Retrato de Benito Pérez Galdós, pintado por Joaquín Sorolla en 1894.

Novelas españolas contemporáneas es el nombre que el propio Benito Pérez Galdós dio a las  obras publicadas entre 1881 y 1889 y que —en su mayoría— describen la sociedad madrileña en la segunda mitad del siglo XIX. Sin renunciar al espíritu progresista de sus novelas de tesis (escritas en la década de 1870), Pérez Galdós supedita las ideologías a la materia misma; ya no existen buenos y malos, los personajes, complejos y profundos se convierten en seres humanos; la mutación, o el milagro, ocurren porque "el novelista recibe del público la primera materia y (Galdós) se la devuelve artísticamente transformada", utilizando las palabras dichas por el propio escritor en su discurso de ingreso en la Academia.

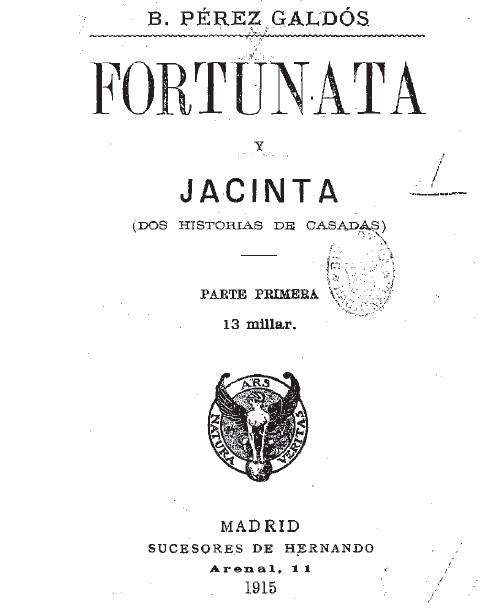
Portada de la Primera Parte de Fortunata y Jacinta, en la edición de 1915.

"Galdós se ha quedado solo ante la materia. La tiene toda delante de sus ojos, la domina. Su mirada todo lo observa, y los detalles se escapan de la pluma en rápida sucesión e innumerables. Seguro de sí mismo, se adentra en la materia, se hunde en ella, afianza sin miedo, explorando lo más distante y lo más impenetrable. El medio, los temperamentos, la fisiología, las taras hereditarias, todo lo busca y rebusca, todo acude obediente a su mirada imperativa. Galdós se queda solo ante la realidad, y entonces la descubre: la realidad es un misterio."
Joaquín Casalduero: Vida y obra de Galdós (1843-1920).

## Opera magna
En el total de la obra de Galdós, componen un conjunto narrativo solo comparable a los Episodios Nacionales, y también como en ellos, el escritor recurre a una colección de personajes que van hilando las tramas individuales de cada una. Ese cuadro de actores conductor, unido al decorado en el que se mueven —casi siempre la ciudad de Madrid y su entorno— han permitido a algunos hispanistas y eruditos del legado literario galdosiano establecer similitudes con la Comedia Humana de Balzac, si bien, en el caso francés se trata de un proyecto de 137 novelas (que se quedaron en 85 obras completas).
La serie de las Novelas contemporáneas —o "segunda manera de novelar"— da comienzo con La desheredada, publicada en 1881, aún en la línea del  Naturalismo. La novela más importante, no obstante, es Fortunata y Jacinta, reconocida como uno de los mejores ejemplos de la literatura realista europea, en la que se describe el ambiente de Madrid, entre diciembre de 1869 y abril de 1876, a través de un complicado triángulo amoroso. Otra novela capital es Misericordia de 1897, que cierra el ciclo "espiritualista" junto con El abuelo y Casandra.

## Títulos comprendidos

### El ciclo de la materia
- La desheredada (1881)
- El amigo Manso (1882)
- El doctor Centeno (1883)
- Tormento (1884)
- La de Bringas (1884)
- Lo prohibido (1885)
- Fortunata y Jacinta (1887)
- Miau (1888)
- Torquemada en la hoguera (1889)
- La incógnita (1889)
- Realidad (1890)

### El ciclo espiritualista
- Ángel Guerra (1891)
- Tristana (1892)
- La loca de la casa (1892)
- Torquemada en la cruz (1893)
- Torquemada en el purgatorio (1894)
- Torquemada y San Pedro (1895)
- Nazarín (1895)
- Halma (1895)
- Misericordia (1897)
- El abuelo (1897)

## Personajes comunes
Como en la La comedia humana de Balzac, en las Novelas españolas contemporáneas hay una serie de personajes recurrentes que protagonizan con diferente intensidad o presencia diferentes libros.

### Personajes femeninos
- Amparo Sánchez Emperador (El doctor Centeno, Tormento, y mencionada en La de Bringas).
- Refugio Sánchez Emperador (El doctor Centeno, Tormento, La de Bringas, Fortunata y Jacinta).
- Rosalía de Bringas (Tormento, La de Bringas).

### Personajes masculinos
- Francisco de Bringas (Tormento, La de Bringas).
- Felipe Centeno (El doctor Centeno, Tormento y Marianela).
- Teodoro Golfín (La de Bringas, Marianela).
- José Ido del Sagrario (El doctor Centeno, Tormento, Lo prohibido, Fortunata y Jacinta).
- Alejandro Miquis (La desheredada, Ángel Guerra y El doctor Centeno)
- Augusto Miquis, hermano menor de Alejandro (La desheredada, El Amigo Manso, El doctor Centeno, Torquemada y San Pedro y Tristana).
- Joaquín Pez (La desheredada, Tormento, La de Bringas, La incógnita, Fortunata y Jacinta y Torquemada en el purgatorio)
- Pedro Polo, sacerdote sin vocación (El doctor Centeno, Tormento).
- Francisco Torquemada (El doctor Centeno, La de Bringas, Fortunata y Jacinta y las cuatro Novelas de Torquemada).
- Jacinto María Villalonga (Fortunata y Jacinta, Lo prohibido,  La incógnita, Realidad, Torquemada en el purgatorio y Halma).